# Supernatural (Album)
Supernatural ist das 18. Studioalbum der US-amerikanischen Band Santana aus dem Jahr 1999. Das Rockalbum avancierte zum weltweiten Nummer-eins-Album und zählt mit über 30 Millionen verkauften Einheiten zu den meistverkauften Musikalben der Geschichte.

## Entstehung
Die Aufnahmen am Album entstanden zwischen 1998 und 1999. Neben diversen Produzenten wurden auch verschiedene Aufnahme- und Abmischorte gewählt. Die meisten Aufnahmen fanden in Kalifornien statt, zum Abmischen wurden überwiegend die Fantasy Studios in Berkeley benutzt. Darüber hinaus arbeitete Santana; ähnlich wie später bei Shaman; mit diversen Gastmusikern zusammen. Zu diesen gehören der Songwriter Dave Matthews, der Hip-Hop-Musiker Everlast, der US-amerikanische Musiker Rob Thomas, CeeLo Green, die Songwriterin Lauryn Hill, die mexikanische Rock-Gruppe Maná, der schwedische Musiker Eagle-Eye Cherry sowie der britische Musiker Eric Clapton. Die Erstveröffentlichung von Supernatural erfolgte am 14. Juni 1999.

## Veröffentlichungen
Neben der Standard-Veröffentlichung des CD-Albums wurde Supernatural auch als Doppel-Vinyl (180-Gramm-LPs) und auf CD-Singles bzw. EP-Singles mit fast allen Songs aus diesem Album sowie als Konzert-DVDs herausgegeben. Mindestens zwei der mehrfachen Konzertmitschnitte aus der 2000er Supernatural-Tour gelten als legal erschienene DVD-Veröffentlichungen. Dabei kam bei einem Clubkonzert auch eine sogenannte Gitarren-Kamera zum Einsatz, welche detaillierte Video-Szenen von Santanas Gitarren-Solos lieferte.

## Titelliste
| #   | Titel                | Text / Komposition                                       | Länge | Gastbeitrag               | Produktion                                      |
| --- | -------------------- | -------------------------------------------------------- | ----- | ------------------------- | ----------------------------------------------- |
| 1.  | (Da Le) Yaleo        | S. Ra, C. Santana & C. Polloni                           | 5:51  |                           | Carlos Santana                                  |
| 2.  | Love of My Life a    | C. Santana & D. Matthews                                 | 5:48  | Dave Matthews             | Stephen M. Harris & Carlos Santana              |
| 3.  | Put Your Lights On   | E. Schrody                                               | 4:47  | Everlast                  | Dante Ross                                      |
| 4.  | Africa Bamba         | I. Touré, S. Tidiane Touré, C. Santana & K. Perazzo      | 4:40  |                           | Carlos Santana                                  |
| 5.  | Smooth               | Rob Thomas / Itaal Shur & Rob Thomas                     | 4:56  | Rob Thomas                | Matt Serletic                                   |
| 6.  | Do You Like the Way  | L. Hill                                                  | 5:52  | Lauryn Hill & CeeLo Green | Lauryn Hill                                     |
| 7.  | Maria Maria          | W. Jean, J. Duplessis, C. Santana, K. Perazzo & R. Rekow | 4:21  | The Product G&B           | Wyclef Jean & Jerry “Wonder” Duplessis          |
| 8.  | Migra                | R. Taha, C. Santana & T. Lindsay                         | 5:24  |                           | KC Porter & Carlos Santana                      |
| 9.  | Corazón Espinado     | F. Olvera                                                | 4:32  | Maná                      | KC Porter & Fher Olvera                         |
| 10. | Wishing It Was       | Eagle-Eye Cherry, M. Simpson, J. King & M. Nishita       | 4:59  | Eagle-Eye Cherry          | The Dust Brothers (John King & Michael Simpson) |
| 11. | El Farol             | C. Santana & KC Porter                                   | 4:49  |                           | KC Porter                                       |
| 12. | Primavera            | KC Porter & JB Eckl                                      | 6:19  |                           | KC Porter                                       |
| 13. | The Calling          | C. Santana & C. Thompson                                 | 7:48  | Eric Clapton              | Carlos Santana                                  |
| 14. | Day of Celebration b | C. Santana, C. Thompson & T. Lindsay                     | 4:29  |                           | Carlos Santana                                  |

## Mitwirkende
- Carlos Santana – Leadgitarre, Gesang, Perkussion
- Al Anderson – Rhythmusgitarre (in Do You Like the Way)
- Tom Barney – Bass (in Do You Like the Way)
- Carter Beauford – Schlagzeug (in Love of My Life und Rain Down on Me (Legacy Edition 2010))
- CeeLo Green – Gesang (in Do You Like the Way)
- Eagle-Eye Cherry – Gesang (in Wishing It Was)
- Eric Clapton – Gesang, Leadgitarre, Rhythmusgitarre (in The Calling)
- Jeremy Cohen – Violine (in Maria Maria)
- Jeff Cressman – Posaune (in Smooth)
- David Crockett – Schlagzeug, Perkussion
- Joseph Daley – Tuba (in Do You Like the Way)
- Francis Dunnery – Rhythmusgitarre (in Do You Like the Way)
- Everlast – Gesang, Rhythmusgitarre (in Put Your Lights On)
- Fher – Gesang (in Corazón Espinado)
- Abel Figueroa – Posaune
- Ramon Flores – Posaune (in Migra)
- Earl Gardner – Trompete, Flügelhorn (in Do You Like the Way)
- Mic Gillette – Trompete (in Migra)
- Alex Gonzales – Hintergrundgesang (in Corazón Espinado)
- Joseph Hebert – Violoncello (in Maria Maria)
- Horacio Hernández – Schlagzeug (in Africa Bamba)
- Lauryn Hill – Gesang (in Do You Like the Way)
- Loris Holland – Keyboard (in Do You Like the Way)
- Tony Lindsay – Hintergrundgesang
- Dave Matthews – Gitarre, Gesang (in Love of My Life und Rain Down on Me (Legacy Edition 2010))
- René Martínez – Gitarre
- Marvin McFadden – Trompete (in Migra)
- Julius Melendez – Trompete
- Nico Nibbering – Keyboard
- William – Trompete (in Smooth)
- Karl Perazzo – Hintergrundgesang, Perkussion
- KC Porter – Akkordeon, Gesang
- Lenesha Randolph – Hintergrundgesang (in Do You Like the Way)
- Raul Rekow – Perkussion
- Benny Rietveld – Bass
- Alberto Salas – Keyboard (in Corazón Espinado)
- Danny Seidenberg – Bratsche (in Maria Maria)
- Angus Sutherland – Gitarre
- Rob Thomas – Gesang (in Smooth)
- Chester Thompson – Keyboard
- Steve Turre – Posaune (in Do You Like the Way)
- Sergio Vallin – Rhythmusgitarre (in Corazón Espinado)
- Danny Wolensky – Saxophon, Querflöte
- Mike Porcaro (Toto) – Bass (in Primavera)

## Singleauskopplungen
| Jahr | Titel              | Höchstplatzierung, Gesamtwochen, AuszeichnungChartplatzierungen (Jahr, Titel, , Platzierungen, Wochen, Auszeichnungen, Anmerkungen) | Höchstplatzierung, Gesamtwochen, AuszeichnungChartplatzierungen (Jahr, Titel, , Platzierungen, Wochen, Auszeichnungen, Anmerkungen) | Höchstplatzierung, Gesamtwochen, AuszeichnungChartplatzierungen (Jahr, Titel, , Platzierungen, Wochen, Auszeichnungen, Anmerkungen) | Höchstplatzierung, Gesamtwochen, AuszeichnungChartplatzierungen (Jahr, Titel, , Platzierungen, Wochen, Auszeichnungen, Anmerkungen) | Höchstplatzierung, Gesamtwochen, AuszeichnungChartplatzierungen (Jahr, Titel, , Platzierungen, Wochen, Auszeichnungen, Anmerkungen) | Anmerkungen                                                                           |
| Jahr | Titel              | DE | AT | CH | UK | US | Anmerkungen                                                                           |
| ---- | ------------------ | --- | --- | --- | --- | --- | ------------------------------------------------------------------------------------- |
| 1999 | Smooth             | DE21 (22 Wo.)DE | AT9 (14 Wo.)AT | CH18 (22 Wo.)CH | UK3 Platin · (11 Wo.)UK | US1 Platin + Gold (Digital) · (58 Wo.)US                                                                                            | Erstveröffentlichung: 29. Juni 1999 Verkäufe: + 1.470.000; feat. Rob Thomas           |
| 1999 | Put Your Lights On | DE92 (3 Wo.)DE | — | CH87 (4 Wo.)CH | UK88 (1 Wo.)UK | — | Erstveröffentlichung: 24. August 1999 feat. Everlast                                  |
| 1999 | Maria Maria        | DE1 Platin · (22 Wo.)DE | AT3 (16 Wo.)AT | CH1 Platin · (38 Wo.)CH | UK6 Platin · (19 Wo.)UK | US1 Platin · (26 Wo.)US | Erstveröffentlichung: 14. September 1999 Verkäufe: + 3.180.000; feat. The Product G&B |
| 2000 | Corazón espinado   | DE64 (9 Wo.)DE | — | CH39 (16 Wo.)CH | — | — | Erstveröffentlichung: 30. Mai 2000 feat. Maná                                         |

## Rezeption

### Preise
Bei den Grammy Awards im Jahre 2000 wurde Carlos Santana mit acht Grammys für das Album ausgezeichnet. Das Album selber erhielt die Auszeichnung für das beste Album und das beste Rock-Album. Carlos Santana wurde für die beste instrumentale Komposition ausgezeichnet. Die Single Smooth wurde für die Aufnahme des Jahres sowie die beste Zusammenarbeit im Bereich der Popmusik ausgezeichnet, Love Of My Life war außerdem für diese Kategorie nominiert. Den Preis für die beste instrumentale Pop-Darbietung erhielt die Single El Farol, Maria Maria erhielt die Auszeichnung für die beste Darbietung einer Pop-Gruppe. Zusammen mit Eric Clapton erhielt Santana für The Calling die Auszeichnung für die beste instrumentale Darbietung, für Put Your Lights On wurden Santana und Everlast für die beste Gesangs-Gruppe im Bereich der Popmusik ausgezeichnet.

### Rezensionen
Von Musikkritikern wurde das Album überwiegend positiv bewertet. In nahezu allen Bewertungen fällt der Titel Do You Like The Way mit Lauryn Hill den anderen Stücken gegenüber leicht ab. [It] is just full blown Hip-Hop and R&B schreibt Sputnik Music dazu.
Die Laut.de-Redaktion vergab 4 von 5 möglichen Sternen und lobt vor allem die Vielseitigkeit des Albums sowie die vielen Gastbeiträge des Albums.
Auch Stephen Thomas Erlewine vergab bei AllMusic 4 von 5 möglichen Sternen und meinte, dass die Songs zwar sehr gut seien, durch eine fehlende Leadstimme und die vielen verschiedenen Gastbeiträge vermisse er jedoch ein wenig Konstanz.
Das alternative Musikmagazin Whiskey Soda vergab die Schulnote 1 und schrieb zum Album, dass es ein hervorragendes Comeback war, aber trotzdem einige Lücken besitze.
Rezensator.de meint zum Album, dass Santana durch die Einbeziehung jüngerer Künstler zwar einen Übergang zu anderen Musikstilen probiere, dies jedoch nicht immer schaffe. Trotzdem wird das Album als „überragendes Comeback“ bezeichnet und erhält sechs von zehn Punkten.
Der Rolling Stone urteilte Einige Titel beweisen, dass Santana übernatürlich anmutig ist, ohne zu viel Hilfe von irgendjemandem zu erhalten. Wer könnte solch einem dauerhaften Gitarrengott noch einen großen, starbesetzten Schuss auf die lebende la vida loca nicht gönnen? ([Some] tracks prove that Santana remains supernaturally graceful without too much help from anyone. Who could begrudge such an enduring guitar god another big, star-studded shot at living la vida loca?) und vergab 3,5 von 5 Sternen.

## Kommerzieller Erfolg

### Chartplatzierungen
Supernatural avancierte zum weltweiten Nummer-eins-Album, unter anderem in Australien, Deutschland, Frankreich, Italien, den Niederlanden, Neuseeland, Norwegen, Österreich, Schweden, der Schweiz, den Vereinigten Staaten und dem Vereinigten Königreich.
| ChartsChartplatzierungen       | Höchstplatzierung | Wochen |
| ------------------------------ | ----------------- | ------ |
| Deutschland (GfK)              | 1 (85 Wo.)        | 85     |
| Österreich (Ö3)                | 1 (61 Wo.)        | 61     |
| Schweiz (IFPI)                 | 1 (82 Wo.)        | 82     |
| Vereinigte Staaten (Billboard) | 1 (103 Wo.)       | 103    |
| Vereinigtes Königreich (OCC)   | 1 (64 Wo.)        | 64     |

| ChartsJahrescharts (1999) | Platzierung |
| ------------------------- | ----------- |
| Deutschland (GfK)         | 56          |

| ChartsJahrescharts (2000)    | Platzierung |
| ---------------------------- | ----------- |
| Deutschland (GfK)            | 1           |
| Österreich (Ö3)              | 2           |
| Schweiz (IFPI)               | 1           |
| Vereinigtes Königreich (OCC) | 18          |

### Auszeichnungen für Musikverkäufe
Supernatural bekam weltweit drei Mal Gold, 48 Mal Platin sowie zwei Diamantene Schallplatten für über 23,2 Millionen verkaufte Einheiten. Quellen zufolge soll es sich über 30 Millionen Mal verkauft haben, womit es nicht nur Santanas meistverkaufte Veröffentlichung ist, sondern auch zu den weltweit meistverkauften Musikalben zählt. Im Genre Latin Rock ist es das weltweit am meistverkaufte Album. Das Album verkaufte laut Schallplattenauszeichnungen alleine in den Vereinigten Staaten über 15 Millionen Exemplare. In Deutschland verkaufte sich das Album laut Schallplattenauszeichnungen über eine Million Mal, womit es zu den meistverkauften Alben des Landes der 1990er-Jahre zählt.
| Land/Region                  | Auszeichnungen für Musikverkäufe (Land/Region, Auszeichnung, Verkäufe) | Verkäufe    |
| ---------------------------- | ---------------------------------------------------------------------- | ----------- |
| Argentinien (CAPIF)          | 2× Platin                                                              | 120.000     |
| Australien (ARIA)            | 4× Platin                                                              | 280.000     |
| Belgien (BRMA)               | 2× Platin                                                              | (100.000)   |
| Brasilien (PMB)              | Platin                                                                 | 250.000     |
| Deutschland (BVMI)           | 2× Platin                                                              | (1.000.000) |
| Europa (IFPI)                | 6× Platin                                                              | 6.000.000   |
| Finnland (IFPI)              | Platin                                                                 | (50.291)    |
| Frankreich (SNEP)            | 2× Platin                                                              | (600.000)   |
| Griechenland (IFPI)          | Gold                                                                   | (15.000)    |
| Italien (FIMI)               | Gold                                                                   | (25.000)    |
| Japan (RIAJ)                 | Platin                                                                 | 200.000     |
| Kanada (MC)                  | Diamant                                                                | 1.000.000   |
| Mexiko (AMPROFON)            | 2× Platin                                                              | 300.000     |
| Neuseeland (RMNZ)            | 4× Platin                                                              | 60.000      |
| Niederlande (NVPI)           | 2× Platin                                                              | (160.000)   |
| Österreich (IFPI)            | 2× Platin                                                              | (100.000)   |
| Polen (ZPAV)                 | Platin                                                                 | (100.000)   |
| Schweden (IFPI)              | Platin                                                                 | (80.000)    |
| Schweiz (IFPI)               | 4× Platin                                                              | (200.000)   |
| Spanien (Promusicae)         | 3× Platin                                                              | (300.000)   |
| Ungarn (MAHASZ)              | Gold                                                                   | (25.000)    |
| Vereinigte Staaten (RIAA)    | 15× Platin                                                             | 15.000.000  |
| Vereinigtes Königreich (BPI) | 3× Platin                                                              | (984.000)   |
| Insgesamt                    | 3× Gold · 48× Platin · 2× Diamant ·                                    | 23.250.000  |

Hauptartikel: Carlos Santana/Auszeichnungen für Musikverkäufe